# Dirty Three
Dirty Three est un groupe de rock instrumental expérimental australien, originaire de Melbourne. Ils ont effectué des tournées en première partie de groupes emblématiques du rock indépendant comme Sonic Youth ou Pavement. Grâce au soutien de John Cale, le groupe a signé chez Touch and Go Records en 1995, label sur lequel ont été publiés bon nombre de ses enregistrements depuis lors.

## Biographie

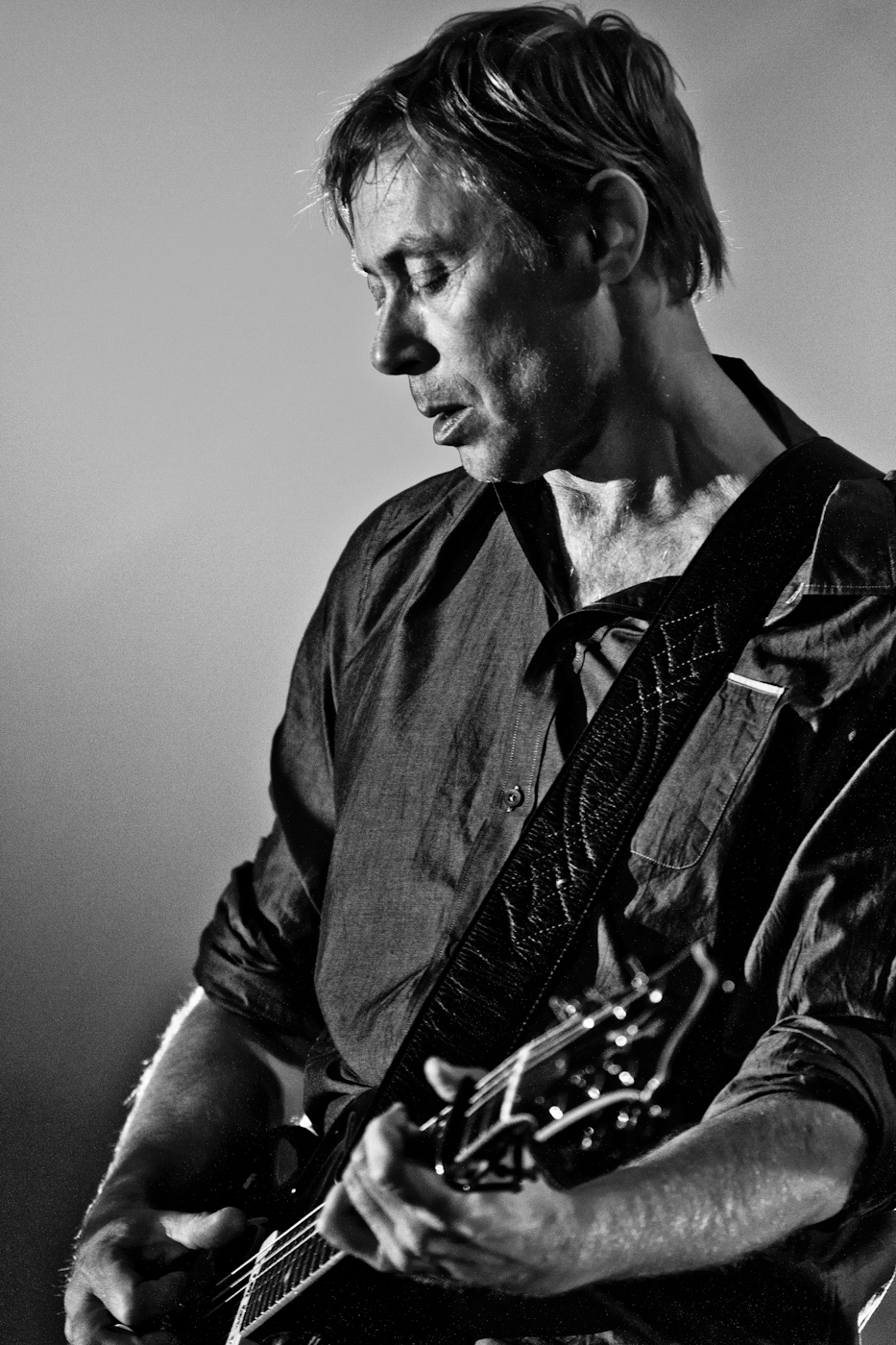
Mick Turner of the Dirty Three.

Dirty Three est formé comme groupe de rock instrumental à Melbourne en 1992 avec Warren Ellis au violon et à la basse (ex-These Future Kings en 1986), Mick Turneraux guitares (Sick Things, The Moodists, Venom P. Stinger, Fungus Brains), et Jim White à la batterie (People with Chairs Up Their Noses, Feral Dinosaurs, Venom P. Stinger),. Avant la formation de Dirty Three, Ellis étudiait le violon, et travaillait brièvement comme enseignant à Victoria,. Ellis était aussi membre du groupe The Blackeyed Susans, Busload of Faith, Kim Salmon and the Surrealists et membre de Nick Cave and the Bad Seeds depuis 1994,. Turner et White partagent le même intérêt musical et ont collaboré avec d'autres groupes entre les années 1980 et 1990,.
Pendant le ANZAC Day (25 avril) 1992, Dirty Three joue son premier concert au Baker's Arms Hotel, de Richmond. Ici, Ellis parvient à rendre à son violon un son distordu à l'aide d'un morceau de ruban adhésif,. En 1992, ils enregistrent une cassette audio de douze titres dans la chambre de Turner (aka Scuzz Studio). Dirty Three jouera à Abbotsford, puis à Fitzroy, Richmond (Melbourne), et St. Kilda. En 1993, des exemplaires de la cassette Dirty Three sont distribuées à plusieurs concerts. En 1994, ils jouent en soutien à des groupes de renommée internationale comme Pavement, Beastie Boys et John Spencer Blues Explosion. En juillet la même année, Torn and Frayed Records publie l'album éponyme du groupe,.
En novembre 1994, l'album qui suit, Sad and Dangerous, est publié au label Poon Village, et comprend des chansons issues de leur première cassette,. L'album, et ses tournées qui suivent avec Sonic Youth, John Cale, et Pavement, mènent à un contrat avec le label de Chicago Touch and Go Records. En mars 1995, le groupe commence sa tournée américaine avec un premier concert à San Francisco. En mai, ils jouent au Music West Festival de Vancouver, en Colombie britannique, au Canada. Cette même année, ils tournent aux États-Unis, puis en Europe, notamment en Grèce, en Allemagne et au Royaume-Uni. Ils jouent en Israël avec Nick Cave and the Bad Seeds, puis reviennent à Londres en août, où ils jouent avec Cave,
Ils jouent au Big Day Out de janvier 1996, et sont rejoints par Cave. Plus tard en 1996, ils jouent de nouveaux aux États-Unis ; l'un de leurs concerts se fait au Maxwell's, dans le New Jersey. En septembre la même année sort l'album, Horse Stories, qui cité par le magazine Rolling Stone comme l'un des trois meilleurs albums de l'année. En mars 1998, le groupe publie Ocean Songs. Il atteint le top 50 de l'ARIA Albums Chart. Le groupe fournira cinq nouvelles chansons pour le film Praise (1998) de John Curran.
En mars 2000, Dirty Three publie l'album Whatever You Love, You Are. En 2002, Dirty Three tourne à Taïwan avec le groupe de rock indépendant Chan Marshall (Cat Power) et refont de même en 2004,. Aussi en 2004, ils jouent au Meredith Music Festival tandis qu'une tempête menaçait leur performance. À la fin 2005, Dirty Three publie son septième album chez une major, Cinder.
En 2006, ils jouent en Malaisie, à Hong Kong, en Chine et à Taïwan,. En mai 2007, le groupe passe un weekend au festival All Tomorrow's Parties. En novembre, ils publient le coffret DVD deux disques The Dirty Three ; le premier disque comprend un concert à Tokyo, au Japon, tourné par Taiyo Films, et le second comprend plusieurs concerts tournés entre 1994 et 2006, un documentaire et des interviews. En février 2012 sort Toward the Low Sun, et en mars, le groupe joue au Sydney Opera House. L'album atteint le top 40 de l'ARIA Albums Chart et le top 50 des Billboard's Top Heatseekers,.

## Discographie

### Albums studio
- 1995 - Sad and Dangerous
- 1995 - Dirty Three
- 1996 - Horse Stories
- 1998 - Ocean Songs
- 2000 - Whatever You Love, You Are
- 2003 - She Has No Strings Apollo
- 2005 - Cinder
- 2011 - Toward the Low Sun
- 2024 - Love Changes Everything

### Album live
- 2005 : Live! at Meredith

### Singles et EP
- 1997 : Obvious is Obvious (split avec Low)
- 1998 : A Strange Holiday (7" split avec Scenic)
- 1998 : Toward the Low Sun
- 2001 : In The Fishtank (avec Low)
- 2005 : Great Waves
- 2006 : Doris/I'm So Lonesome I Could Cry (7" split avec Josh T. Pearson)

### Compilations et bandes originales
- Absolutely Live 1995 (compilation) (1995)
- Why Should the French Have All the Fun? (compilation) (1996)
- Songs in the Key of X (compilation) (1996)
- Recovery:  Ready for Transmission (compilation) (1999)
- Homebake 3 (1999)
- Praise (1999)
- Lowlands